# Жемонвиль
Жемонви́ль (фр. Gémonville) — коммуна во французском департаменте Мёрт и Мозель региона Лотарингия. Относится к  кантону Коломбе-ле-Бель.	

## География
Жемонвиль расположен в 38 км к юго-западу от Нанси. Соседние коммуны: Трамонт-Эми, Трамон-Лассю, Арофф и Сонкур на юго-востоке, Транкевиль-Гро на северо-западе.

## История
- В XIII веке здесь располагался замок графов де Водемон, ныне не существует.
- Деревня была полностью перестроена после заключения Рейсвейкского мирного договора в 1697 году, когда Жемонвиль перешёл от Франции к герцогству Лотарингия.

## Демография
Население коммуны на 2010 год составляло 79 человек.
| 1962 | 1968 | 1975 | 1982 | 1990 | 1999 | 2010 |
| ---- | ---- | ---- | ---- | ---- | ---- | ---- |
| 126  | 101  | 102  | 95   | 86   | 91   | 79   |

## Достопримечательности
- Некрополь бронзового века в Буа-де-ла-Резерв.